# ルドルフ・シュムント
ルドルフ・シュムント（Rudolf Schmundt, 1896年8月13日 - 1944年10月1日）は、ドイツの陸軍軍人。ドイツ国防軍将校で、最終階級はドイツ国防軍陸軍歩兵大将。1938年から1944年までヒトラーの側近として、副官長を務め、ヒトラーから個人的な信頼を得ていた。1942年から陸軍人事局長も兼務し、軍の人事方針を統括していた。彼は国民社会主義の見地から、ドイツ国防軍将校が断固とした反ユダヤ主義思想を持つことが戦争に決定的な影響を与えると主張していた。シュムントは1944年7月20日のヒトラー暗殺未遂事件によって負傷し死亡した。
後のニュルンベルク裁判においては、彼が書いたシュムント議定書が重要な証拠文書として採用された。

## 経歴

### 幼年時代から青少年時代
シュムントはプロイセン王国軍で中将となったリヒャルト・シュムントとへートヴィヒを両親として、アルザス＝ロレーヌ地方で生まれる。シュムントの父は1913年7月、フュージリア連隊の指揮官に着任したとき、家族もそれに付き従った。シュムントの弟には、後に社会科学者と人智学者となる、ヴィルヘルム・シュムントがいる。シュムントは第一次世界大戦勃発前までは、ブランデンブルクのギムナジウムで学んでいたが、その後、アビトゥーアに合格し、志願兵として1914年8月4日父親が指揮官を務める連隊に入隊した。
シュムントは連隊で短期間の訓練を受けて、1914年9月30日、西部戦線に配属された。数か月後の1915年3月、少尉へと昇進する。1915年5月、シュムントは負傷し、この頃の戦功によって、第二級鉄十字を授与される。シュムントは部隊長として活躍した後、1916年3月15日、大隊副官に昇進する。同年11月には、第一級鉄十字を授与される。1917年7月11日、彼は連隊指揮官の副官になり、終戦までその地位にいた。シュムントは大小様々な戦いを経験し、ソンムの戦いやマルヌ会戦にも参戦していた。

### 将校として
第一次世界大戦敗戦後、シュムントの連隊はブランデンブルクへと移動した。1919年1月、シュムントは退役軍人で構成されたドイツ義勇軍に参加し、ベルリンでスパルタクス団に対して、市街戦を仕掛けたりした。1919年6月、シュムントが所属していた分遣隊は、統合され、ドイツ帝国第5歩兵連隊となった。1919年8月25日、シュムントは新しい部隊で、将校を務めた。
1921年1月1日、シュムントは第5歩兵連隊からポツダムの第9歩兵連隊へと異動となった。1921年12月28日、連隊副官代理となった。1923年から1924年、シュムントは連隊の部隊将校として仕え、1925年4月から8月まで、陸軍兵器学校の教育課程を履修した。この頃、戦時中は不可能だった士官教育を受けた。シュムントは数か月後、戦争中の功績によって中尉に昇進し、適性を見込まれ副官となった。1926年6月1日、シュムントは第1大隊の副官となり、1927年8月1日には、連隊の副官になった。
シュムントは副官になったとき、同僚の中では非常に際立っていた。首都近くに位置する連隊の副官として、軍事的にも社会的にも重要な役割を果たしており、表舞台へと躍り出るとシュムントは主張していた。いずれにせよ、上官からは目をかけられ、キャリアに有利に働いた。-ラインハルト・シュトゥムプフ
シュムントは1926年初めに婚約し、同年10月14日、シュムントはアンネリー・フォン・クマーとポツダム駐屯地教会で結婚した。妻はトルガウ出身の一人娘で、父親はヴィルヘルム・フォン・クマー中佐だった。
結婚後、バーバラ（1927年11月8日生）、ヘニング（1931年8月15日生）、ギセラ（1933年6月1日生）、ユルゲン（1940年8月18日生）の4人の子供を授かる。アンネリーは後に1926年から1929年の時を振り返って、「この頃が夫の軍生活と夫婦生活で最良の時だった」と振り返っている。

### 軍司令部時代
1929年3月8日、シュムントは参謀本部将校とヴァイマル共和国軍将校の必須条件である、試験に合格した。10月1日、東プロイセンケーニヒスベルクの第1師団、より詳細に言えば第1軍管区へと異動となり、翌年、職業教育訓練を終了した。この時のシュムントの上官は後の国防相となるヴェルナー・フォン・ブロンベルクであった。1931年春、ヴァルター・フォン・ライヒェナウが上官になった。シュムントは1931年2月1日、大尉に昇進した。
1932年10月1日、シュムントはヴァイマル共和国軍庁舎の陸軍組織部に異動となった。この部門のトップはヴィルヘルム・カイテルであった。別の部門では、アルフレート・ヨードルがトップを務めていた。シュムントは軍備拡張計画に参画し、ヒトラーに近い人間と接触していた。参謀将校は通常、様々な部隊に異動することが通例となっており、1935年6月1日、シュムントはオルシュティンの第2歩兵連隊中隊長に任命された。そして、少佐に昇進し、1936年10月6日には、レグニツァでヘルマン・ホト少将が組織した第18歩兵師団の参謀将校に任命された。
1938年1月、シュムントは総統副官のトップ、副官長になった。シュムントの突然の指名はブロンベルク罷免事件が原因であり、また、当時のヒトラー副官フリードリヒ・ホスバッハの忠誠心が疑わしかったためである。ヒトラーはカイテルに、「新しい副官を、それも信頼のおける者でそちらの部下の者を配属してほしい」と要望した。カイテルはその条件に合致する人物として、ポツダムの連隊副官を務めていたシュムントを推薦した。1938年1月29日、シュムントはOKWで勤務することになった。そして、ヒトラーの側近として付き従い、急速な昇進を遂げる。1938年10月には、シュムントは中佐に昇進し、1939年8月には大佐に昇進し、1942年1月1日には、少将に昇進し、1943年4月には中将にまで昇進する。彼は高級将校とヒトラーとの調整役を務め、両側の立場にたって、より良い方向へと向かうように調整役をしていた。すでに、ヘルマン・ゲーリングより、「シュムントは総統の側近の中では、率直にものを申し、信頼するに足る」と評価されていた。ボーデヴィン・カイテルがヒトラーの意にそぐわないとして陸軍人事局局長を解任され、1942年10月1日、後任に、シュムントを陸軍人事局長に任命した。シュムントは2年間、この役職を務め、陸軍の人事政策に影響を与えた。

### 死去

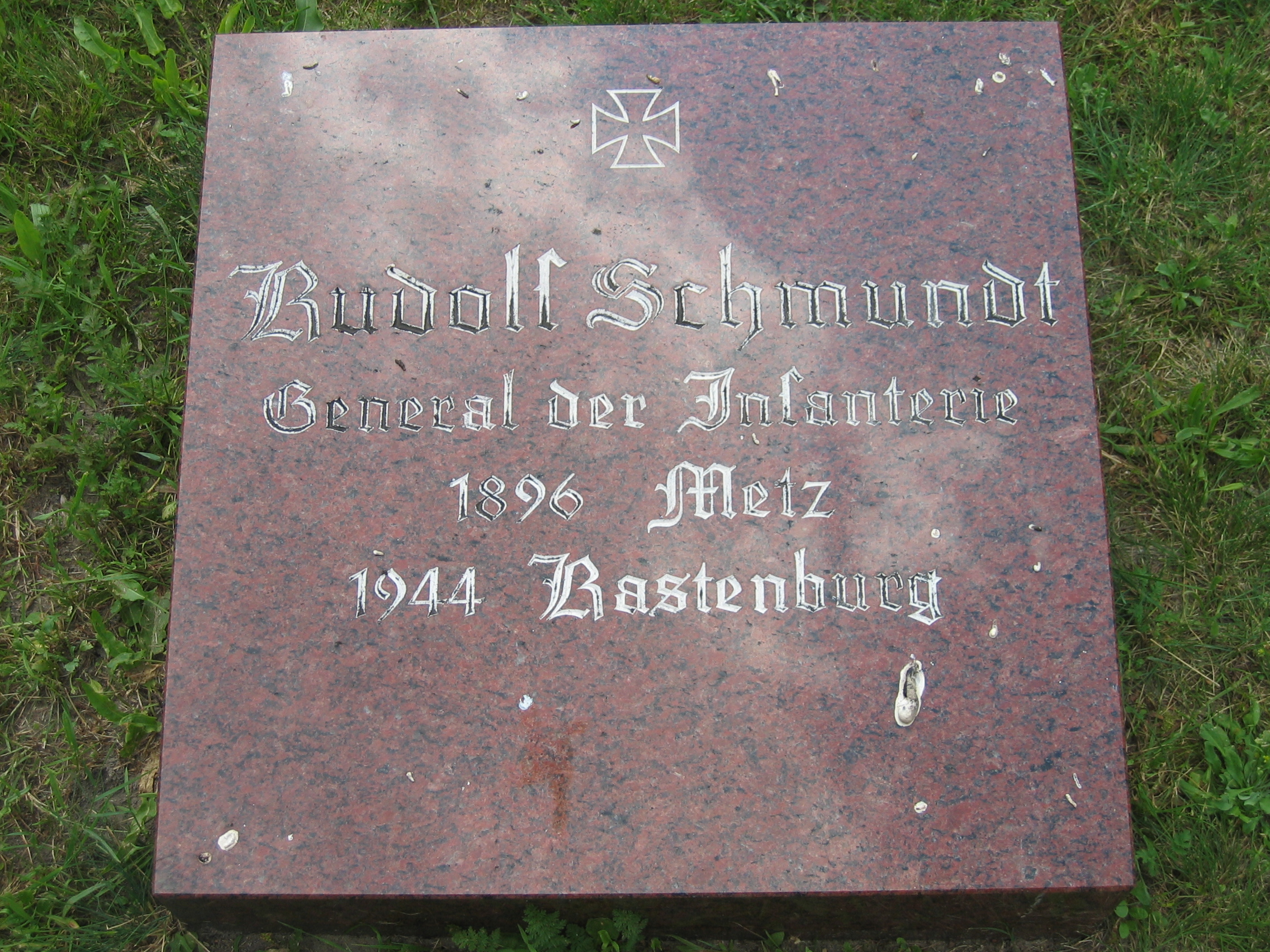
ベルリン軍人墓地にあるシュムントの墓

ヒトラー爆殺未遂時の位置関係。7がシュムント、黒点が爆弾

1944年7月20日、クラウス・フォン・シュタウフェンベルク大佐が総統大本営のある狼の巣で爆弾を仕掛け、ヒトラーを爆殺しようとした。暗殺は未遂に終わり、しかし、シュムントを含む数名が重傷を負った。シュムントは左目を負傷し、重い火傷と破片による両脚重傷を負った。7月25日、ヒトラーはラステンブルクの野戦病院に入院したシュムントを見舞い、彼を大将に昇進させた。ヒトラーはシュムントについて、下記のように評した。
最も優れた者を、大切にしなければならない。（中略）シュムントは我が副官として、そして我が従者として愛すべき人物で欠くことができない男だ」
-アドルフ・ヒトラー
1944年9月末、シュムントの容態は急速に悪化した。シュムントは意識を失い、高熱状態が数時間続いた。1944年10月1日、カールスホーフで亡くなった。
シュムントの要望により、1944年10月5日、遺体はタンネンベルク記念碑に移動され、翌日、葬儀が執り行われた。ヒトラーは国葬とするよう指示した。シュムントと第9歩兵連隊時代の知己であったエルンスト・ブッシュ元帥が弔辞を読んだ。ブッシュはシュムントにとって国民社会主義とヒトラーがいかに重要であるかを強調した 。シュムントは死後、ナチス党最高勲章であるドイツ勲章を授与された。その後、遺体はベルリンに移送され、1944年10月7日、戦傷墓地に埋葬された。上級大将ハインツ・グデーリアンより別れの言葉がささげられた。シュムントはプロイセンの理想主義者で、プロイセンと国民社会主義の融和に努めていた。シュムントはヒトラーにとってかけがえのない部下であり、信用を置いていた。

### 国防軍でのキャリア
1939年1月29日、ヒトラーの副官となり、組織の改編が行われた。ホスバッハはかつては、ヒトラーの周辺の人物の中では、最も影響力があったが、新しく国防軍最高司令部が発足し、シュムントはカイテルの部下となった。従来より在籍していた陸軍からはこのような状況について拒絶の意を受けた。シュムント自身は、陸軍指導部から嫌われたにもかかわらずルードヴィヒ・ベックを尊敬していた。ホスバッハはシュムントを新しい役職に就けることを拒絶した。シュムントには軍全体に関する任務が与えられた。管轄下にある三軍の下士官に加えて、ゲルハルト・エンゲル陸軍少佐、ニコラウス・フォン・ベロウ空軍大佐、カール＝イェスコ・フォン・プットカマー海軍准将といったヒトラーの副官のタイプをすることもあった。これら副官はいずれも自身の軍の責任を持っていた。エンゲルは軍の人種問題の嘆願書を、ベロウは総統本部や公務による出張、プットカマーは議定書に関する問題と国防軍の裁判を担当していた。しかし、シュムント自身は軍将校に恩赦を求める権利を有していた。シュムントが重用されたのはヒトラーの仕事の仕方が独特なものであったからである。ヒトラーは机に向かって執務をすることはなく、口頭で副官たちに指示を与えていた。つまり、ヒトラーの口頭内容の意図を見抜き、具体的な命令にすることが求められていた。こうして、シュムントらは国防軍とヒトラーの仲介役を担っていた。特にシュムントは筆頭副官として、政治的な問題とも直面するようになった。
シュムントはまもなく、ニコラウス・フォン・ベロウによると「シュムントは謙虚であり、私心もなく、忠義に溢れる」人物であったため、ヒトラーから絶大な信頼を得ていた。ヒトラーがシュムントを信頼すればするほど、なおさらヒトラーはシュムントに相談するようになっていた。シュムントは、ヒトラーと軍指導部の仲介役を務めていると考えていた。そして、彼は、SSを含むナチス党が国防軍に及ぼす影響を押しとどめようとしていた。しかし一方では、軍指導部をヒトラーと近づけようとしていた。1937年から1938年にかけて、ヒトラーは将軍らが自身を支持していないと非難して、その結果、国民とヒトラーとの間で信頼が失われてしまったと考えた。1938年秋のヒトラーはチェコスロヴァキアを武力でねじ伏せることができず、ミュンヘン協定締結を残念に思っていた。それは国防軍とヒトラーとのつながりを強化するために戦争が必要であったからである。シュムントはこの頃、新たな戦争勃発を防ぐためにクーデターを画策していた国防軍グループとはまるで反対の考えであった。シュムントは1938年から殆ど全ての重要な会議の場におり、その立場から政府の舞台裏を深く観察することができた。そして、1939年5月23日、新しい総統官邸でヒトラーが軍指導部に対しておこなった演説を記録したシュムント議定書はこうして生まれた。ヒトラーはその演説の中でポーランドへの開戦を開始すると宣言しており、シュムントによるこの記録はニュルンベルク裁判で証拠文書L-79として、主要戦犯訴追のための重要資料として扱われた。
シュムントが軍上層部とヒトラーとの仲介役を果たしたことが、第二次世界大戦で重要な役割となった。シュムントはヒトラーの指示で、前線視察を行い、ヒトラーに戦況を伝えていた。度重なる視察によってドイツ軍司令部は、シュムントを通じて、ヒトラーの軍事的決定に影響を及ぼすことが多かった。1940年、フランス攻勢に影響を与えた一例として、シュムントは1940年1月末、前線訪問によって、陸軍司令部が却下したマンシュタインの作戦計画を知ったことがあげられる。シュムントは、マンシュタインとヒトラーの面会をセッティングし、マンシュタインの計画を受け入れさせることに成功した。マンシュタインの作戦は後に、フランス攻勢が成功した基となった。1941年2月シュムントは北アフリカ戦線のドイツ軍に同行し、ヒトラーの同地に対する個人的興味を引いたこともある。シュムントがヒトラーの個人的な公使を務め、ヒトラーによる軍首脳部への贈与金を与えたこともあった。シュムントは陸軍人事局長に任命される前より、人事に強い影響力を持っていた。1942年春、シュムントはクルト・ツァイツラーを西方軍集団最高司令官に推薦し、数か月後には参謀総長に推薦した。
しかし、この仲介役にも限界があった。シュムントは前線視察をするにつれ、特に大戦後期ともなると、ヒトラーに現状の軍部隊の悪状況をありのままに報告すると確約していた。だが、シュムントは意図的に不利な情報を伏せて伝えていたようである。シュムントは東部戦線から帰還後に、親しい者に下記のように述べていたとされる。
「総統が如何に苦悩し、如何に懸命に勤労しているか、それらを知っていれば、私は厳しい情勢全てを総統に報告することは到底できない」
シュムントは上級将校を彼の手の及ぶ範囲でSSとゲシュタポから何度か保護を試みていた。例えば、彼は1943年陸軍総司令部参謀本部作戦課長を務めるアドルフ・ホイジンガー陸軍中将に、ヒトラーの戦史責任者ヴァルター・シェルフ少将が敗北主義的な発言をSSに述べていたことを警告していた。これについては歴史家マルセル・シュタインが戦後出版したホイジンガーの回顧録を基にしている。また、ある時にはゲシュタポがヴィルヘルム・フォン・レープ元帥の妻がかかりつけの歯科医に対して、ヒトラーについて批判的な意見を述べた廉で調査を進め始めた。シュムントは当該事件の更なる訴追を防ぎ、元帥夫人の歯科医を取り換えるようアドバイスをしていた。

### シュムントと陸軍人事局
1942年10月2日、シュムントは国防軍人事局の筆頭副官の地位についた。彼は軍の人事政策を影響下に置き、しばらくして参謀本部の方の人事政策にも影響力を及ぼすようになった。シュムントは両方の職務を公正に行うために、ヴィルヘルム・ブルクドルフ少将を人事局の代理部長として任命し、シュムントの重要な側近としていた。シュムントに求められた役割は、ヒトラーの意にそぐわない将校や年寄りの将軍連中を取り除き、国民社会主義志向の将校に置き換える役割を期待された。
国防軍の差し迫ったこの緊急の問題についての解決策としては、将校の数を増やすことであった。1939年の開戦以来16,000人の将校が死傷しており、これはその時点では全軍の30 %の損失にあたった。この損失を補填するために、年功序列による昇進を見直し、各階級の勤務年数を短くしなければならなかった。1942年春までに大尉昇進までの勤務期間は平均して40 %減少し、少佐までの同期間は50 %減少した。最終的に1942年6月7日、業績による昇進が導入された。シュムントはこの方針をより具体的な内容に落とし込んで、1942年10月4日並びに11月4日に総統命令として発効された。「将来の若いドイツ人は、生まれに関わらず、あらゆる集団から、人格と敵への対峙によって（中略）士官になることができるだろう」
シュムントの将校の若返りに関してのイメージはヒトラーの思い描いていたものと合致しており、ヒトラーの社会進化論によれば、勇気・意志の強さ・狂信的な信念、これらが新しく将校の美徳とされた。前線で自らを証明し、正しい政治態度を示したものが将校になるべきであるとされた。これにより、従来士官候補生となるには高校の卒業資格が必要であったが、それらは要件から外され、将校の大学進学も必須ではなくなった。ヒトラーにとっては、民族共同体における国民社会主義的な機会均等の現れであるとしていたが、シュムントにとっては、高校卒業をクリアした人間では将校の人員の確保が十分ではないという事情があった。いずれにせよ、これによって戦争後半には、急速な出世を遂げた代表として、ヴァルター・モーデルやフェルディナント・シェルナーなどがあげられる。ディートリッヒ・ペルツに至っては、29歳にして、最年少の少将に昇進した。
ただし、参謀本部の将校については例外であった。ヒトラーは階級による差別を廃止したがっており、長年にわたって養成されたエリート将校を新しい規定に加えたがっていた。彼らは、見た目で階級が分かる赤いストライプの制服を失い、前線で自分自身の実力を証明することとなった。しかし、参謀本部の将校の人員数が不足しており、このような役職の入れ替えはできそうもなく、参謀本部将校が昇進の面で不利になるのは明らかであった。シュムントは参謀本部将校の昇進をより頻繁に行うことと、参謀本部将校の制服に手を加えないようヒトラーに了承を得た。
新しい陸軍の軍事政策では将校たちの政治的態度が重要となった。シュムントは国民社会主義を政治の重要要素とし、当初強調されていた機会均等と前線での活躍以上の水準が求められていた。ヒトラーの影響を考慮に入れた結果、いずれの将校も国民社会主義の世界観を持つことが基本要件であるべきだとした。シュムントはこのような状況を考慮して、将校たちをヒトラーと引き合わせ、国民社会主義への道を進むことを誓約させようとした。シュムントは1942年10月、陸軍人事局の要望により、ユダヤ人との接触を持っていた2人の将校の事件を取り扱うことになった。片方の将校はユダヤ人の同級生と連絡を取っており、もう片方の将校もユダヤ人（第一次世界大戦時の将校）と公共の場に外出したため、両将校は解雇された。10月31日の報告書には「いくつかの出来事がきっかけで、ユダヤ人に対する将校の姿勢が国民社会主義における戦争の決定的な部分であることを明確に指し示すこととなった」と述べている。シュムントは同日付の命令書に次のように要求している。

全ての将校は、ユダヤ人の存在が原因で、全ドイツ国民が生存圏を要求することになり、それが世界において争点となっているということ、最も優れた子の血統で持って、世界に立ち向かわなくてはならないということを認識しなければならない。（中略）まともなユダヤ人とそうでないユダヤ人との間に差はないのだ。ドイツ国民がユダヤ人の危険性を良くわかっていなかった時代に存在していた、ありとあらゆる種類の関係を配慮せずともよい。したがって、ユダヤ人と将校は、いかなる関係を持ってはならない。世界の敵であるユダヤボルシェビズムに対する現在の厳しい戦いはユダヤ人の本当の顔をドイツに見せている。そのため、将校は内なる確信をもって、ユダヤ人との関係を絶たなくてはならない。我々はこのような違反をする将校は決して許さない。部下の将校については、適切な指導を要する
シュムントは1942年11月17日、ユダヤ人が開戦の理由であるという発言を新任高等副官講習の参加者に対して繰り返し発言していた。さらに、結局のところ国防軍によって実行されるべきではない処刑に関しても、一貫した立場で行うこととなっていた。シュムントはアインザッツグルッペンの殺戮のサポートを行うと約束し、1944年1月5日付の命令書では、将校団を政権体制の基礎とするとした。
「狂信的な戦いへの決意と勝利への信仰を持ち続けることこそが、我々国民社会主義の世界観に求められる（中略）将校は誓いによって、総統と国家観に縛られる。したがって、将校は党の最高権力者たる総統同様、国家の基本要素となるものである」。
理想の前提条件はシュムントも実践していた。業績による昇進については、前線での指揮司令部より提案されることになっていた。そのため、シュムントは師団より上の単位の組織に高等副官という役職を設けた。この役職は、人事に関する問題を扱い、将校の国民社会主義的な姿勢に対する中心的役割が与えられていた。同時に参謀本部と同等の地位を持つ高等副官の役職は、シュムントの支持基盤になると言えた。

### シュムントと反ヒトラー派
シュムントはドイツ国防軍内の反ヒトラー派と接触はあったものの、反ヒトラー派には所属していなかった。シュムントと反ヒトラー運動の中心人物の一人であるヘニング・フォン・トレスコウとの親密な関係があった。二人とも第9歩兵連隊時代に付き合いがあり、衛兵部隊の旗を隠したことがある。シュムントはヒトラーの筆頭副官として、トレスコウが所属していた、中央軍集団の本部を何度も訪問していた。そこで、シュムントはトレスコウが反ヒトラーであるということをわかっていたが、トレスコウを信頼し続け、特に報告はしなかった。

トレスコウはシュムントの素朴さを利用して、クーデター成功のために人事異動を推進することで、総統側の動きを知り、クーデター策定に影響を与えることができた。
- フライヘル・フォン・ゲルスドルフ少将。
人事異動をクーデターに利用した一例として、負傷によりアフリカからドイツ本国へ移送されたシュタウフェンベルクは、トレスコウがシュムントに促し、シュムントが国内予備軍に異動させた例があげられる。国内予備軍に異動となったシュタウフェンベルクは、後に1944年7月20日の会議に参加することができたのである。これ以前にも、シュムントは知らず知らずのうちに反ヒトラー運動に重要な情報を提供していた。例えば、1943年3月、クーデター派の軍人は、ヒトラーが訪問予定であったベルリンの兵器展示会の訪問予定日時の情報をシュムントから得ていた。また、シュムントの友人であるルドルフ＝クリストフ・フォン・ゲルスドルフはヒトラーの暗殺を行おうとしていたが、そうとは知らないシュムントはゲルスドルフがヒトラーの兵器見学に同行できるよう手配した。しかし、ゲルスドルフによる暗殺はヒトラーがあまりにも早く建物を出てしまったため、暗殺は失敗した。
トレスコウはヒトラー暗殺の成功確率を上げるために、シュムントを通じて、1944年に総統本部への転属を希望した。しかし、トレスコウの試みはうまく行かなかった。この頃になると、シュムントとトレスコウの友人関係は既に冷え切っていた。1944年7月20日の数週間前、戦争終結を巡って、二人は激しい口論をしていた。それでも、トレスコウはシュムントの助力を得て、西方軍司令官のギュンター・フォン・クルーゲ元帥の参謀として異動しようとしていた。これはクーデター後に連合国軍が開放してくれることを見越してのことだった。だが、クルーゲはトレスコウがクーデターを企んでいるのを知っていたため、これを拒否した。

## 評価
ヒトラーの副官長に任命されたシュムントは、当初決して好意的に迎えられたわけではなかった。前任者であるフリードリッヒ・ホスバッハ大佐は、シュムントに執務内容について引き継ぐことを拒否していた 。当時の参謀総長ルートヴィヒ・ベック砲兵大将も、シュムントをヒトラーとOKWに身と心を売って、旧来の国防軍と対立する裏切り者と見て冷遇していた。 しかし、月日が経つにつれ、シュムントの評判については、シュムントがヒトラー派であったとしても、否定的なものではなくなり、ヨハネというあだ名が付けられた。その理由としては、シュムントが軍側に立って考え、軍側の相談事項をしっかり聞き取り、軍とヒトラーの仲介に努めたからである。また、軍の人事施策へのナチス党の影響を防ごうとしていた点も評価されていた。 人格面でも、気遣いができ、周りからも評価が高かった。シュムントの長年の同僚であったニコラウス・フォン・ベロウは、このあたりが、前任者のホスバッハとは正反対であったとしている。「ホスバッハは冷淡であり、しかし、シュムントは将校に求められる同僚や部下に対して持つべき度量があり、献身的であったし、性格も実に陽気な性格であった」と述べている。
しかし、シュムントについては全員から高評価された訳では無く、批判もあった。国防軍最高司令部にいたヘルムート・グライナーは、戦後、シュムントを「ヒトラーを気分的に落ち込ませることが無いように努力していた」と評している。シュムントの最大の過失は、ヒトラーは自分の主張は正しいものであると確信し、自説を曲げないことを諫めなかったことである。さらに、シュムントは軍上層部からの数々の情報について、正しくヒトラーに伝えていなかった。
歴史家のラインハルト・シュトゥムプフは、シュムントは、古いもの（プロイセン主義）と新しいもの（国民社会主義）が融合できると信じていたと評している。シュムントは、ヴィルヘルム・カイテル、ヴェルナー・フォン・ブロンベルク、ヴァルター・フォン・ライヒェナウのように、国防軍をヒトラーへと取り込もうとしていた。 しかしシュムントは、カイテルやヨードルよりも、常に自身を軍の一員であると考えており、ヒトラーに対する支持の割には、外部からの介入、つまりヒトラーからの直接の介入について反対していた。
一方、マンフレート・メッサーシュミットは、シュムントをヒトラーの従順なる下僕と手厳しく評している。1942 年以降の人事政策で、シュムントは将校に絶対的忠誠を義務付けており、そのため、総統への忠誠に反逆するような行動が生まれなかったのである。反逆を試みようにも、思想にまで総統への忠誠が及んでいたとしている。ヘルマン・ヴァイスは、シュムントを絶対的な国民社会主義者であり、無条件にヒトラーに従属していたと評している。軍事史家のウォルフラム・ヴェッテも、10月31日の布告によって、シュムントを軍部の絶対的国民社会主義者であると評している。歴史家ヨハネス・ヒュルターも『Neue Deutsche Biographie』誌の論文では、この布告を例としてシュムントが国民社会主義の指針をどの程度受け入れていたかを示しているとしている。しかし、ヒュルターはシュムントの行動には両面性があるとしている。ヒトラーがシュムントの死後、シュムントを『最高の人間である』と評し、一方ハインツ・グデーリアンは『プロイセンの理想主義者』と賞賛しており、これにより、シュムントは旧来と現代、そして、犯罪者（ヒトラー）の間に身を置いていたということになると評している。

## 軍歴
- 1914年8月4日 士官候補生
- 1915年3月22日 少尉
- 1926年5月1日 中尉
- 1932年2月1日 大尉
- 1936年1月1日 少佐
- 1938年10月1日 中佐
- 1939年8月4日 大佐
- 1942年1月1日 少将
- 1943年4月1日 中将
- 1944年9月1日 歩兵大将